# Mörkerspindlar
Mörkerspindlar (Amaurobiidae), även kallad mörkrumsspindlar, är en familj av spindlar som innehåller omkring 682 kända arter världen över, uppdelade på 71 olika släkten.

## Kännetecken
Mörkerspindlar varierar storleksmässigt från arter med en längd på endast ett par millimeter till arter med en längs på upp till 20 millimeter. De har vanligen en förhållandevis robust byggd kropp med ganska korta och kraftiga ben och stora käkar. Färgen är ofta mörkt brun till rödbrunaktig, men kan även vara svartaktig eller gråaktig.

## Utbredning
Familjen förekommer i Eurasien, Nordamerika och Sydamerika, samt i delar av Afrika och Australien.

## Levnadssätt
Många arter är marklevande och förekommer bland nedfallna löv i skogar eller under stenar, men de kan också hittas i barkspringor på träd, i grottor och i byggnader. De spinner trattliknande nät med krusiga trådar. Hos en del arter finns ett inslag av svagt blåaktiga trådar i väven.